# Tiosolfato deidrogenasi
La tiosolfato deidrogenasi è un enzima appartenente alla classe delle ossidoreduttasi, che catalizza la seguente reazione:
2 tiosolfato + 2 ferricitocromo c ⇄ tetrationato + 2 ferrocitocromo c